# Kulturpessimismus
Kulturpessimismus bezeichnet allgemein einen Pessimismus gegenüber gegenwärtigen Tendenzen und zukünftigen Entwicklungen in der Kultur. Die Erscheinung ist seit der Antike bekannt, doch etablierte sich der Begriff als Gegenpol zum Fortschrittsglauben und Kulturoptimismus erst im Europa des späten 19. Jahrhunderts. Seitdem wird der Begriff Kulturpessimismus auch im Zusammenhang mit ideologischen Positionen kritisch verwendet, die mit pessimistischen Vorstellungen von politischen Kulturen verbunden sind.
Kulturpessimisten deuten und kritisieren Gesamtentwicklungen und/oder bestimmte Zeiterscheinungen als Anzeichen eines generellen oder speziellen Niedergangs (Dekadenz) von „Zivilisation“, „Kultur“, einer bestimmten Gesellschaftsordnung oder einer Nation. Diese Haltung kann sich auf verschiedenste Aspekte in Politik, Wirtschaft, Gesellschaft, Technik, Kunst, Kulturindustrie und Massenmedien beziehen.
Kulturpessimisten wie Kulturoptimisten vertreten oft einen geschichtsphilosophischen Determinismus, so dass sich „Kultur-“ und „Geschichts“-Pessimismus überschneiden.

## Griechische Antike
Bereits in der Antike waren besonders während sozialer Krisen kulturpessimistische Haltungen und Lehren eines Niedergangs der eigenen Kultur verbreitet. Der griechische Dichter Hesiod sprach im 7. vorchristlichen Jahrhundert in seinem Epos Werke und Tage von einem ehemaligen, nun aber verlorenen goldenen Zeitalter, das sich bis zu seiner Gegenwart über das silberne in ein eisernes (kriegerisches) Zeitalter gewandelt habe.

„Der Mythos von den Weltaltern: Willst du, so werd’ ich sogleich ein anderes Wort noch berichten. Klar und mit Kunst; du aber erfass es mit willigem Herzen, Wie aus dem selbigen Grund aufsprossten die Götter und Menschen. Vorerst schufen ein goldnes Geschlecht hinfälliger Menschen. Sie, die unsterblichen Götter, olympische Häuser bewohnend.“

Dieses Motiv wurde später von griechischen Philosophen, z. B. von Platon und im Hellenismus, oft aufgegriffen.

„[…] dann ist wohl leicht zu entscheiden, daß die damaligen tausendmal glückseliger daran waren als die jetzigen.“

Eine extreme Form des kulturpessimistischen Diskurses in der Antike repräsentiert der griechische Philosoph und Physiker Anaximander von Milet. Nach dieser Version des Kulturpessimismus ist es nicht nur die Kultur, die zu Grunde gehe und gehen müsse, sondern alle Dinge:

„Woher die Dinge ihre Entstehung haben, dorthin müssen sie auch zu Grunde gehen, nach der Notwendigkeit; denn sie müssen Buße zahlen und für ihre Ungerechtigkeiten gerichtet werden, gemäß der Ordnung der Zeit“

Diese Theorie wurde später von Autoren interpretiert und kommentiert, die nach dem Stand der Forschung als Wegbereiter des Nationalsozialismus (Nietzsche) und Vertreter des Faschismus (Heidegger) zu interpretieren sind.

## Aufklärung
Der Hauptstrom des Denkens im Zeitalter der Aufklärung war optimistisch gegenüber Natur und Geschichte eingestellt und setzte auf einen Fortschritt der Vernunft. Einige Gedanken von Aufklärern wie Jean-Jacques Rousseau werden jedoch als Kulturpessimismus gedeutet:

„Dieser Gedanke wurde auch von Rousseau hochgehalten, von dem die Denkfigur stammt, dass der Mensch aufgrund ungünstiger Kultureinflüsse in problematische und pathologische Richtungen erzogen und beeinflusst werde. Sein Kulturpessimismus ebenso wie sein Ruf „zurück zur Natur“ und seine „negative Pädagogik“ leiten sich von seiner Anthropologie her.“

Giambattista Vico bediente sich organischer Metaphern wie Altern und Tod zur Beschreibung kultureller Niedergangsprozesse.

## 19. Jahrhundert
In der zweiten Hälfte des 19. Jahrhunderts verfiel die Fortschrittsvorstellung, wie sie die Aufklärung und das neunzehnte Jahrhundert beherrscht hatte, mit dem Aufkommen der Romantik und später des Fin de siècle und wich nicht nur bei konservativen Autoren einer radikalen Kritik. Ein Ende der gegenwärtigen Misere, so die der gnostischen Apokalyptik folgende Argumentation, sei nicht durch einen kontinuierlichen Prozess, sondern allenfalls durch einen apokalyptischen Umbruch zu erwarten.
Im Zeitalter der Industrialisierung und der neuen Massenmedien entstand in vielen Staaten Europas um 1800 eine Kulturkritik aus unterschiedlichsten Ansätzen heraus, welche sich teilweise auch mit Nationalismus, Antisemitismus und Opposition zum Liberalismus verband.
Seit der Gründerzeit gewannen diese Auffassungen, speziell in Neuromantik und Heimatkunst, in Deutschland an Boden. Wilhelm Marr verband Kulturpessimismus und völkisch geprägten Rassismus. In seinem Bestseller Der Sieg des Judenthums über das Germanenthum. Vom nicht-confessionellen Standpunkt aus betrachtet von 1879 konstruierte er einen fundamentalen Gegensatz zwischen einem angeblich jüdischen Materialismus und Internationalismus und einer primär auf Ideen beruhenden abendländischen Kultur:

„Die welt- und kulturgeschichtlichen Ereignisse haben das Judenthum in das Abendland hineingeschleudert. Dasselbe fand ein ihm fremdartiges Element vor und war selbst diesem Element fremdartig.“

Das Judentum habe eine nicht mehr revidierbare kulturelle Dominanz erzielt:

„Der kulturgeschichtliche Bankerott des Abendlandes und besonders des Germanenthums scheint sich erbarmungslos zu vollziehen. Nennt es ‚Pessimismus‘ der aus mir spricht. […] Die Reibung zwischen den beiden Volkselementen begann, und in dieser Reibung hat sich das Judenthum fester als das Abendland und speciell das Germanenthum gezeigt.“

Ein ähnliches Werk war Édouard Drumonts 1880 in Frankreich erschienenes La France Juive (deutscher Titel: Das verjudete Frankreich).
In der Philosophie von Arthur Schopenhauer und Friedrich Nietzsche findet man ebenfalls eine kritische Sicht der Kulturentwicklung. So konstatiert Nietzsche 1878:

„Die Summe der Empfindungen, Kenntnisse, Erfahrungen, also die ganze Last der Kultur, ist so groß geworden, dass eine Überreizung der Nerven- und Denkkräfte die allgemeine Gefahr ist, ja dass die kultivierten Klassen der europäischen Länder durchweg neurotisch sind und fast jede ihrer größeren Familien in einem Gliede dem Irrsinn nahe gerückt ist.“

Emil Hammacher beschreibt in Hauptfragen der modernen Kultur den kulturellen Niedergang als ein universales Phänomen der Zeit.
Analysen eines zivilisatorischen Endes der westlichen, vom Kapitalismus beherrschten Kultur finden sich in der 1887 erschienenen und 1912 (mit der 2. Auflage) populär werdenden Studie Gemeinschaft und Gesellschaft von Ferdinand Tönnies. Dieser wehrte sich jedoch stets gegen das Etikett eines „Pessimisten“, da er einen – wenngleich skeptischen – Reformismus als immer anzustrebenden Ausweg ansah.

## 20. Jahrhundert

### Jahrhundertwende
Sigmund Freuds Schriften sind von einem starken Kulturpessimismus und einer als „peinlich verspürten Unvollkommenheit der Kultur“ geprägt. Die herrschende Sexualmoral sieht er auf Dauer als der Kulturentwicklung abträglich an. 1908 schrieb er dazu:

„Die Vermutung liegt nahe, daß unter der Herrschaft einer kulturellen Sexualmoral Gesundheit und Lebenstüchtigkeit der einzelnen Menschen Beeinträchtigungen ausgesetzt sein können und daß endlich diese Schädigung der Individuen durch die ihnen auferlegten Opfer einen so hohen Grad erreiche, daß auf diesem Umwege auch das kulturelle Endziel in Gefahr geräte.“

In seinem sozialphilosophischen bzw. kulturtheoretischen Werk Das Unbehagen in der Kultur (1930) befasste er sich mit der allgemeinen Frage, warum Menschen oft eine Abneigung gegen ihre eigene Kultur hätten. Die Bedürfnisse der Kultur stehen nach Freud im Gegensatz zum Todestrieb des Menschen.
Obwohl Kulturpessimismus allgemein eher im Konservatismus beheimatet ist, vertraten auch in der Tradition des Marxismus stehende Autoren wie Georges Sorel teilweise kulturpessimistische Sichtweisen:

„Alle Traditionen sind verbraucht, aller Glaube abgenützt (…). Alles vereinigt sich, um den guten Menschen trostlos zu machen (…). Ich kann von der Dekadenz kein Ende sehen, und sie wird in einer oder zwei Generationen nicht geringer sein. Das ist unser Schicksal.“

### Zwischen den Weltkriegen
In der öffentlichen Meinung der krisengeschüttelten Weimarer Republik fanden ältere und neuere kulturpessimistische Schriften größere Publikumsbeachtung: darunter Paul de Lagardes Deutsche Schriften, Julius Langbehns Rembrandt als Erzieher von 1890, oder Arthur Moeller van den Brucks Das Dritte Reich von 1923. Diese Autoren gelten heute teilweise auch als Vertreter des Faschismus und werden als Wegbereiter des Nationalsozialismus interpretiert.
Nach dem „Vorläufer“ Carl Friedrich Vollgraff (1794–1863), der die Entwicklung der Völker und der menschlichen Kultur überhaupt schon „pessimistisch“ beurteilt hatte, wurde besonders häufig Oswald Spenglers Der Untergang des Abendlandes (Bd. I 1918, Bd. II 1922) als Kulturpessimismus gedeutet. Spengler entwirft hier ein Modell abgeschlossener, zyklischer Kultureinheiten, die in Analogie zur Biologie den Stadien von Geburt, Jugend, Erwachsensein, Reife und Tod unterworfen sind. Hierbei sieht er Zivilisation als Spätstadium und scharfen Gegensatz zur vorhergehenden Kultur. Diesen Übergang verortet Spengler für die Antike im 4. und für die abendländische Kultur im 19. Jahrhundert:
Die Zivilisation ist das unausweichliche Schicksal einer Kultur. […] Zivilisationen sind die äußersten und künstlichsten Zustände, deren eine höhere Art von Menschen fähig ist. Sie ist ein Abschluß; sie folgen dem Werden als das Gewordene, dem Leben als der Tod …
Spengler beklagt diese Entwicklung nicht, sondern konstatiert sie nur, fasst sie als naturgesetzlich auf, lehnt daher die Bezeichnung Pessimismus für sein Werk ab („Pessimismus?“, 1919) und fordert vielmehr dazu auf, positive Schlussfolgerungen daraus zu ziehen. Der Möglichkeit schöpferischer, künstlerischer Arbeit im Zeitalter der Zivilisation steht er zwar skeptisch gegenüber, sieht die Potentiale dieser Epoche aber auf technisch-naturwissenschaftlichem Gebiet.

„Ich bin auf den Einwand gefasst, dass ein solcher Weltaspekt, der über die Umrisse und die Richtung der Zukunft Gewißheit gibt und weitgehende Hoffnungen abschneidet, lebensfeindlich und für viele ein Verhängnis sei, … […] Ich bin nicht der Meinung, und betrachte diese Lehre als Wohltat für die kommenden Generationen, weil sie ihnen zeigt, was möglich und also notwendig ist und was nicht zu den inneren Möglichkeiten der Zeit gehört.“

Spengler vertrat weder ein aufwärts oder abwärts gerichtetes Geschichtsmodell wie der Kulturoptimismus und -pessimismus, sondern ein zyklisches Geschichtsbild. Er wehrte sich aber gegen die pessimistischen Auslegungen seines Buchtitels:

„Der Begriff einer Katastrophe ist in dem Worte nicht enthalten. Sagt man statt Untergang Vollendung, (…) so ist die pessimistische Seite einstweilen ausgeschaltet, ohne daß der eigentliche Sinn des Begriffs verändert worden wäre.“

Die teilweise auf Nietzsche aufbauende These einer „Kulturverflachung“ aufgrund zunehmender Bedeutung der „Massen“ gegenüber den „kulturtragenden Eliten“ früherer Epochen ist ein wesentliches Element von José Ortega y Gassets 1929 erschienenem Werk La rebelión de las masas (dt. 1930: Der Aufstand der Massen) sowie vieler seine Gedankengänge fortführender Autoren. So schreibt er:

„Heute wohnen wir dem Triumph einer Überdemokratie bei, in der die Masse direkt handelt, ohne Gesetz, und dem Gemeinwesen durch das Mittel des materiellen Drucks ihre Wünsche und Geschmacksrichtungen aufzwingt.“

Ein „Abstieg der Kultur“ (und in seiner Folge ein Aussterben des Bildungsbürgertums) wurde von vielen Wissenschaftlern und Schriftstellern konstatiert. So schrieb André Gide 1938 in sein Tagebuch:

„… die Kulturleistung, die uns so bewunderungswürdig erschien (und ich spreche nicht nur von der französischen). Wenn man so weiter macht, wird es bald nicht mehr viele Leute geben, die Bedürfnis danach haben, die etwas davon verstehen, nicht mehr viele Leute, die merken, daß man nichts mehr davon versteht.“

### Nach 1945
1953 veröffentlichte der Historiker Fritz Stern sein weithin als bahnbrechend anerkanntes Werk Kulturpessimismus als politische Gefahr. Darin zeigte er Kontinuitätslinien von der späten Kulturkritik der Kaiserzeit über deren Rezeption in der Weimarer Zeit bis zum Nationalsozialismus.
Adorno beschrieb die Kulturindustrie, die das Bewusstsein der Menschen so „verdinglicht“ habe, dass diese durch die Abspeisung mit sinnentleerten Produkten zur Affirmation des Bestehenden verführt würden. Die Menschen seien im „Verblendungszusammenhang“ gefangen.
Ein Aufgreifen von Gassets Figur des „Kulturverfalls“ durch zunehmenden Einfluss der „Massen“ ist bis in jüngste Zeit festzustellen:

„Kultur in dem normativen Sinn, an den zu erinnern nötig ist wie nie zuvor, umfasst den Inbegriff von Versuchen, die Masse in uns selber herauszufordern, sich gegen sich selbst zu entscheiden.“

Roger Griffin analysierte 2007 verschiedene Typen von Kulturpessimismus, die er allerdings nicht vereinfachend mit Faschismus gleichsetzt:

“Far from being a form of anti-modernism, cultural pessimism, nihilism, or ‘resistance to transcendence’, fascism is born precisely of a human need for a sense of transcendence, cultural optimism, and higher truths compatible with the forces of modernization.”

Auch in aktuellen Diskussionen taucht der Begriff in vielfältigen Zusammenhängen, wie zum Beispiel der Kritik an zunehmender Technikfeindlichkeit und einer übertriebenen Angst vor Globalisierung auf. So meint der Wirtschaftssenator des Bundesverbandes mittelständische Wirtschaft Michael Müller:

„Wir müssen in Deutschland endlich ein entspannteres Verhältnis zu Technik, Fortschritt, Wissenschaft und Entdeckertum bekommen. […] Unsere Stichwortgeber sind vor allen Dingen Intellektuelle, die vor dem ökonomischen Totalitarismus warnen, Schreckgespenster der Globalisierung entwerfen und sich in einem düsteren Kulturpessimismus ergehen.“

Der Diskurs zum Wandel von schriftlicher zu visueller Medienpräsenz wird ebenfalls unter Verwendung des Schlagwortes Kulturpessimismus geführt.

„Ob Bilder die Sprache verdrängen und die mediale Welt zur eigentlichen Wirklichkeit aufsteigt, wir also Anlass nicht nur zu Kulturkritik, sondern auch zu Kulturpessimismus haben, erörtern Wissenschaftler aus acht Ländern auf einem Symposion mit dem Thema ‚Bild im Text – Text und Bild‘ […]“

## Kulturpessimistische Werke
Neuzeit
- Charles-Louis de Montesquieu: Größe und Untergang Roms. [1734]; Fischer, Frankfurt 1980
- Edward Gibbon: History of the Decline and the Fall of the Roman Empire. London, 1. Bd. 1776, 2./3. Bd. 1781, 4.–6. Bd. 1788

20. Jahrhundert
- Oswald Spengler: Der Untergang des Abendlandes. 1918/1922; Beck, München 1963
- Max Horkheimer & T. W. Adorno: Dialektik der Aufklärung. 1944; S. Fischer, Frankfurt 1969
- Hans Freyer: Die Theorie des gegenwärtigen Zeitalters. DVA, Stuttgart 1955
- Günther Anders: Die Antiquiertheit des Menschen. 1956
- Julius Evola: Revolte gegen die moderne Welt. 1969
- Robert L. Heilbroner: Die Zukunft der Menschheit. Suhrkamp, Frankfurt 1976
- Peter Kafka: Das Grundgesetz vom Aufstieg. Hanser, München 1989
- Christian Schütze: Das Grundgesetz vom Niedergang. Arbeit ruiniert die Welt. Hanser, München/Wien 1989, ISBN 3-446-15740-9
- Panajotis Kondylis: Der Niedergang der bürgerlichen Denk- und Lebensform. VCH, Weinheim 1991